# Vaniyambadi
Vaniyambadi es una ciudad y municipio situada en el distrito de Tirupattur en el estado de Tamil Nadu (India). Su población es de 95061 habitantes (2011)y el área metropolitana cuenta con 117019 habitantes. Se encuentra a 70 km de Vellore y a 208 km de Chennai.

## Demografía
Según el censo de 2011 la población de Vaniyambadi era de 95061 habitantes, de los cuales 46992 eran hombres y 48069 eran mujeres. Vaniyambadi tiene una tasa media de alfabetización del 85,13%, superior a la media estatal del 80,09%: la alfabetización masculina es del 89,31%, y la alfabetización femenina del 81,07%.

## Clima
| Parámetros climáticos promedio de Vaniyambadi - Lluvia (1971 a 2005) & Otros (1990 a 2020) | Parámetros climáticos promedio de Vaniyambadi - Lluvia (1971 a 2005) & Otros (1990 a 2020) | Parámetros climáticos promedio de Vaniyambadi - Lluvia (1971 a 2005) & Otros (1990 a 2020) | Parámetros climáticos promedio de Vaniyambadi - Lluvia (1971 a 2005) & Otros (1990 a 2020) | Parámetros climáticos promedio de Vaniyambadi - Lluvia (1971 a 2005) & Otros (1990 a 2020) | Parámetros climáticos promedio de Vaniyambadi - Lluvia (1971 a 2005) & Otros (1990 a 2020) | Parámetros climáticos promedio de Vaniyambadi - Lluvia (1971 a 2005) & Otros (1990 a 2020) | Parámetros climáticos promedio de Vaniyambadi - Lluvia (1971 a 2005) & Otros (1990 a 2020) | Parámetros climáticos promedio de Vaniyambadi - Lluvia (1971 a 2005) & Otros (1990 a 2020) | Parámetros climáticos promedio de Vaniyambadi - Lluvia (1971 a 2005) & Otros (1990 a 2020) | Parámetros climáticos promedio de Vaniyambadi - Lluvia (1971 a 2005) & Otros (1990 a 2020) | Parámetros climáticos promedio de Vaniyambadi - Lluvia (1971 a 2005) & Otros (1990 a 2020) | Parámetros climáticos promedio de Vaniyambadi - Lluvia (1971 a 2005) & Otros (1990 a 2020) | Parámetros climáticos promedio de Vaniyambadi - Lluvia (1971 a 2005) & Otros (1990 a 2020) |
| Mes                                                                                        | Ene.                                                                                       | Feb.                                                                                       | Mar.                                                                                       | Abr.                                                                                       | May.                                                                                       | Jun.                                                                                       | Jul.                                                                                       | Ago.                                                                                       | Sep.                                                                                       | Oct.                                                                                       | Nov.                                                                                       | Dic.                                                                                       | Anual                                                                                      |
| ------------------------------------------------------------------------------------------ | ------------------------------------------------------------------------------------------ | ------------------------------------------------------------------------------------------ | ------------------------------------------------------------------------------------------ | ------------------------------------------------------------------------------------------ | ------------------------------------------------------------------------------------------ | ------------------------------------------------------------------------------------------ | ------------------------------------------------------------------------------------------ | ------------------------------------------------------------------------------------------ | ------------------------------------------------------------------------------------------ | ------------------------------------------------------------------------------------------ | ------------------------------------------------------------------------------------------ | ------------------------------------------------------------------------------------------ | ------------------------------------------------------------------------------------------ |
| Temp. máx. abs. (°C)                                                                       | 34                                                                                         | 38                                                                                         | 39                                                                                         | 40                                                                                         | 40                                                                                         | 37                                                                                         | 36                                                                                         | 35                                                                                         | 34                                                                                         | 34                                                                                         | 34                                                                                         | 32                                                                                         | '                                                                                          |
| Temp. máx. media (°C)                                                                      | 27                                                                                         | 29                                                                                         | 32                                                                                         | 33                                                                                         | 33                                                                                         | 29                                                                                         | 27                                                                                         | 27                                                                                         | 28                                                                                         | 28                                                                                         | 27                                                                                         | 26                                                                                         | 28.8                                                                                       |
| Temp. mín. media (°C)                                                                      | 16                                                                                         | 18                                                                                         | 20                                                                                         | 22                                                                                         | 24                                                                                         | 22                                                                                         | 22                                                                                         | 21                                                                                         | 21                                                                                         | 21                                                                                         | 19                                                                                         | 17                                                                                         | 20.3                                                                                       |
| Temp. mín. abs. (°C)                                                                       | 10                                                                                         | 11                                                                                         | 11                                                                                         | 14                                                                                         | 20                                                                                         | 18                                                                                         | 18                                                                                         | 18                                                                                         | 16                                                                                         | 14                                                                                         | 11                                                                                         | 11                                                                                         | '                                                                                          |
| Lluvias (mm)                                                                               | 3.3                                                                                        | 3.9                                                                                        | 6.2                                                                                        | 23.7                                                                                       | 67.6                                                                                       | 65.6                                                                                       | 81.2                                                                                       | 103.9                                                                                      | 191.0                                                                                      | 160.6                                                                                      | 80.7                                                                                       | 45.1                                                                                       | 865.3                                                                                      |
| Días de lluvias (≥ 1 mm)                                                                   | 1.3                                                                                        | 1.1                                                                                        | 1.8                                                                                        | 3.9                                                                                        | 14.8                                                                                       | 20.7                                                                                       | 20.8                                                                                       | 21.5                                                                                       | 20.7                                                                                       | 16.7                                                                                       | 8.5                                                                                        | 4.1                                                                                        | 135.9                                                                                      |
| Humedad relativa (%)                                                                       | 71                                                                                         | 61                                                                                         | 53                                                                                         | 50                                                                                         | 50                                                                                         | 58                                                                                         | 61                                                                                         | 66                                                                                         | 72                                                                                         | 78                                                                                         | 80                                                                                         | 78                                                                                         | 64.8                                                                                       |
| Fuente: Foreca, Metroblue, INFLIBNET                                                       |                                                                                            |                                                                                            |                                                                                            |                                                                                            |                                                                                            |                                                                                            |                                                                                            |                                                                                            |                                                                                            |                                                                                            |                                                                                            |                                                                                            |                                                                                            |